# Pomatoschistus lozanoi
Pomatoschistus lozanoi és una espècie de peix de la família dels gòbids i de l'ordre dels perciformes.

## Morfologia
Els mascles poden assolir els 8 cm de longitud total.

## Distribució geogràfica
Es troba des de la Mar del Nord fins al nord-oest de la península Ibèrica, incloent-hi Cascais a Portugal.